# Typhochrestoides
Typhochrestoides là một chi nhện trong họ Linyphiidae.